# شايطيت 13
وحدة شايطيت 13 (بالعبرية: שייטת 13) هي وحدة كوماندوز بحرية تابعة للبحرية الإسرائيلية. القاعدة العسكرية الدائمة للوحدة هي قاعدة عتليت البحرية، وتخضع مباشرة لقائد القوات البحرية. كانت الوحدة في بداية الأمر منخفضة الميزانية والاستعداد، إذ لم يتلق أفرادها التدريب الكافي مما أدى إلى فشلها في العديد من المهمات التي أوكلت إليها. في السبعينيات تم إعادة بناء الوحدة مع التركيز على تدريب العناصر جيدا وإكسابهم المهارات البحرية إلى جانب الإلمام ببعض المهارات البرية.

## التأسيس
تأسست وحدة شايطيت 13 من أجل أن تكون قوة مهاجمة في مياه الدول المعاديه لاسرائيل وشواطئها، وذلك من خلال استخدام طرق مختلفة من العمليات العسكرية: الغوص، الإغارة، التخريب، الهبوط بالمظلات، الكمائن والاقتحامات. كانت قبل قيام إسرائيل، قد نشطت وحدة مماثلة في إطار عمليات «البلماح» (قوات الصدمة، والقوة العسكرية المنتظمة لمنظمة «الهاجاناه»، والتي عملت قبل قيام إسرائيل بين السنوات 1948-1941) وكانت تسمى «الخلية الإرهابية البحرية». في البداية، نفذت الخلية الإرهابية عمليات بحرية وبرية ضد السفن البريطانية وخلال حرب 1948 حين أضحت الجيوش العربية هدفًا لها، أغرقت الوحدة سفينة الأسلحة العربية «لينو» والتي رست في شواطئ إيطاليا، وقامت بالسيطرة على سفينة أسلحة أخرى اسمها «أرجيرو» وأغرقت سفينة «الأمير فاروق»، وهي السفينة الرائدة في الأسطول المصري.

في تلك السنوات، تم تحديد أساليب العمليات والقتال للوحدة، بإشراف رجل كوماندوز بحري إيطالي اسمه بيورنزو كبريوتي. وبحلول عام 1949 كان هناك عدد من الخلايا الإرهابية التي تعمل معها، والتي توحدت عام 1949 في وحدة واحدة «الكوماندوز البحري»، والتي سمّيت ابتداء من شهر أيار 1952 باسم «شايطيت 13». يعود أصل الرقم 13 في اسم الوحدة، بحسب الأسطورة، جاء وفقا لعادات المقاتلين لتناولهم الخمر حتى الثمالة في اليوم الثالث عشر من كل شهر. وكان يوحاي بن نون أول مؤسس وقائد للسرية.

## مميزات الوحدة
تتميز وحدة شايطيت 13 في قدرتها على الوصول إلى الأهداف من خلال البحر، الغوص، والمعدات فوق مائية وتحت مائية. وتتألف الوحدة من نخبة المقاتلين (والذي يسمون «الضفادع البشرية») في الجيش الإسرائيلي. ويدوم مسار تدريبها زمنًا طويلا، ويعتبر من أكثر المسارات صعوبة واحترافية في الجيش الإسرائيلي. وتقع القاعدة الرئيسية للوحدة شايطيت 13 على شاطئ عتليت جنوبي حيفا.

وقام أحد مقاتلي السرية في سنوات الستينيات بتصميم شعارها، خفاش يرتدي مرساة سلاح البحرية، سيف الجيش ولغم بحري.